# فلاویو جوپونی
فلاویو جوپونی (ایتالیایی: Flavio Giupponi؛ زادهٔ ۹ مهٔ ۱۹۶۴) دوچرخه‌سوار اهل ایتالیا است.